# ヴォルケンシュタイン (小惑星)
ヴォルケンシュタイン(8316 Wolkenstein)は、コルネーリス・ファン・ハウテン、イングリット・ファン・ハウテン＝フルーネフェルトのファン・ハウテン夫妻とトム・ゲーレルスが1960年9月24日にパロマー天文台で発見した小惑星帯の小惑星である。